# Koenraad Dillen
Koenraad Francine Gaston (dit Koen) Dillen (né le 6 novembre 1964 à Mortsel) est un politicien belge du parti nationaliste flamand Vlaams Belang. Il était député européen de 2003 à 2009, siégant dans le groupe Identité, tradition, souveraineté au Parlement européen. Il est le fils de Karel Dillen, fondateur du Vlaams Blok.

## Biographie

### Famille
Koenraad Dillen est le fils Karel Dillen, fondateur du Vlaams Blok. Ce parti a été dissous en novembre 2004 à la suite d'une condamnation par la Cour d'appel belge avant d'être renommé Vlaams Belang. 
Koenraad Dillen a une sœur nommée Marijke Dillen. Avocate, elle est active au sein du Vlaams Belang.

### Études
Dillen a obtenu une licence en traduction en 1987 et a enseigné le français de 1989 à 1990. Il a ensuite travaillé jusqu'en 1992 comme Account manager chez Rank Xerox.

### Carrière politique au Vlaams Belang
De 1991 à 1994 Dillen était secrétaire administratif à la Chambre belge des représentants.
Dillen est nommé au Parlement européen en 2003 en remplacement de son père Karel Dillen. En 2004, lors des élections européennes de 2004 en Belgique, il est nommé au Parlement à la suite de la démission de Filip Dewinter. 
Il était membre du groupe Identité, tradition, souveraineté, groupe dissout en novembre 2007. Après les élections européennes de 2009, Dillen a quitté le Parlement européen.
De manière parallèle, Dillen était conseiller communal de la ville d'Anvers de 2000 à 2005 puis conseiller communal de Schoten de 2009 à 2012.

### Carrière littéraire
En 2009, Dillen a publié sous le pseudonyme de Vincent Gounod une biographie de François Mitterrand. Auparavant, il avait déjà écrit sous le pseudonyme de Maarten van der Roest un livre sur Nicolas Sarkozy.
Koenraad Dillen, est actuellement auteur de la rubrique des nouvelles sur la France à l’hebdomadaire satirique flamand 't Pallieterke, proche du Vlaams Belang.

### Activité politique après le Vlaams Belang
En 2011, mécontent de la nouvelle ligne politique de son parti, Koenraad Dillen a quitté le Vlaams Belang
Koenraad Dillen est, durant la huitième législature du Parlement européen, l'assistant parlementaire de la députée européenne française Joëlle Bergeron (membre indépendante du groupe EFDD, ex-FN).

## Polémiques sur les liens avec les néonazis
Le 11 juillet 1992 en Espagne, en souvenir de la bataille des Éperons d'or chère aux nationalistes flamands, Léon Degrelle a dédicacé à Koenraad Dillen une photo de la rencontre entre Degrelle et Hitler du 20 février 1944. Dédicacé de la main de L. Degrelle : « Pour mon très cher ami flamand, Koen Dillen, avec l'attachement affectueux de Léon Degrelle. Le 11 juillet 1992, en souvenir des Éperons d'Or ». Koenraad Dillen affirmera que cette rencontre avec Degrelle était réalisée dans le cadre d'un travail universitaire.